# Bring Your Own Book
Bring Your Own Book ist ein Kommunikations- und Partyspiel von Matthew Moore, das zuerst 2015 im Eigenverlag sowie später bei verschiedenen Publikumsverlagen erschien. Eine deutschsprachige Version veröffentlichte Noris Spiele zu den Internationalen Spieletagen in Essen 2017. Bei dem Spiel geht es darum, dass die Mitspieler aus eigenen Büchern Passagen vorlesen, die passend für entsprechende Aufgabenkarten sind.

## Ausstattung
Das Spiel selbst besteht aus einem Kartensatz von 100 Aufgabenkarten, einer Sanduhr und einer Spielregel. Neben diesem Spielmaterial benötigt jeder Spieler ein Buch oder eine Zeitschrift, aus dem er Antworten oder Passagen entsprechend den Aufgabenkarten vorlesen kann.

## Spielweise
Zur Spielvorbereitung wird an jeden Spieler ein Buch (oder eine Zeitschrift o.a.) verteilt, aus dem er später Passagen suchen kann. Dabei kann jeder Spieler ein eigenes Buch mitbringen oder es können Zufallsbücher zur Verfügung gestellt werden. Die Aufgabenkarten werden gemischt und verdeckt in die Tischmitte gelegt, daneben wird die Sanduhr platziert.
Das Spiel beginnt mit einem Startspieler (nach den Regeln „demjenigen, der zuletzt ein Buch gelesen hat“). Der Startspieler, „Goethe“ genannt, nimmt zu Beginn jeder Runde eine Aufgabenkarte und liest eine der beiden Aufgaben laut vor und alle Spieler mit Ausnahme des Goethe versuchen, eine passende Antwort aus ihrem Buch zu suchen. Hat ein Spieler etwas Passendes gefunden, dreht er die Sanduhr um und alle Spieler haben noch 60 Sekunden Zeit, ebenfalls eine passende Passage zu finden.
Sobald die Zeit abgelaufen ist, müssen alle Spieler mit Suchen aufhören. Beginnend mit dem Spieler, der die Sanduhr umgedreht hat, lesen alle Spieler ihre Antwort aus ihren Büchern laut vor. Alle Spieler, die keine passende Antwort gefunden haben, schlagen ihr Buch an einer beliebigen Stelle auf und lesen einen Absatz, der ihnen als erstes ins Auge fällt. Nachdem alle Spieler gelesen haben, muss der Goethe entscheiden, welcher Beitrag nach seiner Ansicht am besten zu der Aufgabe passte. Der Spieler, dessen Beitrag ausgewählt wurde, bekommt die Karte als Belohnung. Zur nächsten Runde wird der Nachbar vom bisherigen Goethe der neue Goethe und wählt die neue Aufgabe aus.
Das Spiel endet, wenn ein Spieler drei Karten bekommen hat. Dieser Spieler gewinnt das Spiel.

## Variante „Ein Hoch auf die Demokratie“
Für die Variante „Ein Hoch auf die Demokratie“ sollten mindestens vier Mitspieler vorhanden sein. In dieser Variante gibt es keinen Spielleiter, stattdessen zieht ein Startspieler eine Aufgabenkarte und alle Spieler einschließlich ihm müssen eine entsprechende Antwort in ihren Büchern finden. Auch hier dreht der erste, der eine entsprechende Passage gefunden hat, die Sanduhr um und limitiert damit die verbleibende Zeit seiner Mitspieler.
Anders als in der Grundversion bestimmt kein einzelner Spieler den Gewinner. Stattdessen zählt der Startspieler einen Countdown ab und alle Spieler zeigen auf einen Spieler, dessen Passage ihrer Meinung nach die Aufgabe am besten erfüllt hat. Der Spieler mit den meisten Stimmen gewinnt die Karte und bei einem Gleichstand bekommen alle an diesem Spiel Beteiligten je eine Karte als Belohnung. Abhängig von der Spielerzahl gewinnt der Spieler das Spiel, der zuerst vier (bei mehr als 6 Spielern) oder fünf (bei 4 bis 6 Spielern) Karten bekommen hat. Bei einem Gleichstand gewinnen mehrere Mitspieler.

## Ausgaben und Rezeption
Das Spiel Bring Your Own Book wurde von Matthew Moore entwickelt und 2015 im Eigenverlag von ihm veröffentlicht. 2016 erschien das Spiel bei dem amerikanischen Verlag Gamewright, 2017 wurde es in einer deutschsprachigen Version bei Noris Spiele veröffentlicht. Eine weitere englische Ausgabe erschien 2019 bei Scholastic Entertainment Inc.

## Belege
1. 1 2 3 4 5 6 7  Bring Your Own Book, Spielregeln der deutschen Ausgabe von Noris Spiele, 2017.
2. ↑  Versionen von Bring Your Own Book in der Spieledatenbank BoardGameGeek; abgerufen am 13. Dezember 2019